# 長尾彰夫
長尾 彰夫（ながお あきお、1946年 - ）は、日本の教育学者。大阪教育大学名誉教授。専門は教育方法学、カリキュラム論。

## 経歴
大阪府生まれ。大阪教育大学教育学部卒。大阪大学大学院博士課程満期退学。
1974年、大阪教育大学教育学部講師。1980年、助教授。1993年、教授。2004年、理事。2008年、学長（2014年3月まで）。プール学院大学教育学部教授。
2022年、瑞宝中綬章受章。

## 著書
- 『通信簿と教育評価 教師も親も考えなおそう』1985　有斐閣新書
- 『新カリキュラム論 指導要領の改訂と明日の教育』1989　有斐閣双書
- 『教育課程編成を学校づくりの核に』明治図書出版　1990　教育新書
- 『"学校文化"批判のカリキュラム改革』明治図書出版　1996　提言・21世紀の教育改革
- 『総合学習としての人権教育 始めてみよう、人権総合学習』明治図書出版　1997　オピニオン叢書
- 『総合学習をたのしむ』アドバンテージサーバー　1999　カリキュラム改革としての総合学習
- 『学校づくりと人権総合学習』明治図書出版　2000　総合的学習の開拓
- 『カリキュラムづくりと学力・評価』明治図書出版　2002　21世紀型授業づくり
- 『学力保障と人権教育の再構築』明治図書出版　2005　21世紀型授業づくり
- 『政権交代下の教育改革 いま教師に何ができるか』明治図書出版　2010

## 共編著
- 『学校文化 深層へのパースペクティブ』池田寛共編著　東信堂　1990
- 『学校五日制と教育課程改革』山内亮史共編　明治図書出版　1994　オピニオン叢書 緊急版
- 『解放教育のグローバリゼーション』編集責任　明治図書出版　1997　シリーズ解放教育の争点
- 『地域教育システムの構築』池田寛、森実と編集責任　明治図書出版　1997　シリーズ解放教育の争点
- 『解放の学力とエンパワーメント』池田寛、森実と編集責任　明治図書出版　1998　シリーズ解放教育の争点
- 『生きること・働くこと』三宅都子共編著　アドバンテージサーバー　1999　カリキュラム改革としての総合学習
- 『環境にはたらきかける』塩崎勝彦共編著　アドバンテージサーバー　1999　カリキュラム改革としての総合学習
- 『情報・メディア・図書館』森田英嗣共編著　アドバンテージサーバー　1999　カリキュラム改革としての総合学習
- 『人権文化を拓く 学校は<個性>が響き合うワンダーランド』脇田学共編著　アドバンテージサーバー　1999　カリキュラム改革としての総合学習
- 『地域と結ぶ国際理解』善元幸夫共編著　アドバンテージサーバー　1999　カリキュラム改革としての総合学習
- 『松原市立布忍小学校21世紀への学びの発信 地域と結ぶ総合学習「ぬのしょう、タウン・ワークス」』中野陸夫共編著　部落解放・人権研究所 1999
- 『教育評価を考える 抜本的改革への提言』浜田寿美男共編　ミネルヴァ書房　2000
- 『学校評価を共に創る 学校・教委・大学のコラボレーション』和佐眞宏、大脇康弘共編　学事出版　2003
- 『総合的な学習を充実させる』編著　ぎょうせい　2004　特色ある学校づくりのための新しいカリキュラム開発
- 『批判的教育学と公教育の再生 格差を広げる新自由主義改革を問い直す』マイケル・W.アップル,ジェフ・ウィッティ共編著　明石書店　2009

## 参考
- 政権交代下の教育改革―いま教師に何ができるか - 紀伊國屋書店BookWeb
- J-global
- 学長からのメッセージ - 大阪教育大学